# Під'язиковий нерв
Під'язиковий нерв (лат. nervus hypoglossus) — XII пара черепних нервів у людей та інших хребетних. За функцією нерв є руховим — він іннервує м'язи язика. Має одне рухове ядро — ядро під'язикового нерва.
Нерв починається від ядра, що залягає в ромбоподібній ямці, і, проходячи між пірамідою і оливою, виходить з мозку в череп, а звідти по каналу під'язикового нерва направляється до м'язів язика. Одна з його гілок, опускаючись, з'єднується з гілкою шийного сплетіння і бере участь в утворенні шийної петлі, що іннервує м'язи шиї, розташовані нижче під'язикової кістки.